# Chasmina tibiopunctata
Chasmina tibiopunctata är en fjärilsart som beskrevs av George Thomas Bethune-Baker 1908. Chasmina tibiopunctata ingår i släktet Chasmina och familjen nattflyn. Inga underarter finns listade i Catalogue of Life.